# Djavan

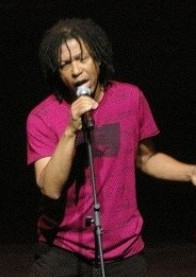
Santiago de Chile, 18 maj 2008

Djavan (Djavan Caetano Viana) är en brasiliansk singer/songwriter, född den 27 januari 1949, i Alagoas, Brasilien. Djavan kombinerar traditionella sydamerikanska rytmer med populärmusikens drag, framförallt från USA, Europa och Afrika. Eftersom Djavan under årens lopp har hämtat inspiration från flera olika länder är det svårt att placera hans musik i någon genre. Man skulle dock kunna, något förenklat, placera honom i följande genrer: Música Popular Brasileira (brasiliansk pop), samba, och latino.